# За нашите деца
Фондация „За Нашите Деца“ е наследник на британската детска правозащитна организация „ВсякоДете“ и съществува в България от 1992 г.
Фондацията работи за това нито едно българско дете да не прекарва първите години от живота си в изолацията на социалните домове, а да живее сигурно и обичано в семейство.
Областите, в които фондация „За Нашите Деца“ работи са:
- Предотвратяване изоставянето на новородени и ранна интервенция за деца от 0 до 3 години
- Реинтеграция на деца от социални домове в родните им семейства, подкрепа при осиновяване на деца или отглеждане от близки и роднини, и приемна грижа близка до семейната

В своята история фондация „За нашите деца“ има опит в развитие на различни видове социални услуги, и е специализирана през последните години в:
- Създаване и управление на Центрове за обществена подкрепа
- Управление на процеса на замяна на домове за малки деца с грижа и услуги в общността
- Услуги за подкрепа на семейства на осиновители, роднини и близки/ алтернативни семейства